# 驚人的大會—Star King
《驚人的大會-Star King》（韓語：놀라운 대회 스타킹）是韓國SBS電視台從2007年1月13日開播的一檔真人實境秀綜藝節目，由 姜虎東主持、利特助理主持。節目每集會邀請運動選手、明星、藝人、歌手等一同討論熱門話題或比賽、競技等。

## 播放時段變更
| 播放日期                      | 播放時間       |
| ----------------------------- | -------------- |
| 2007年1月13日－2008年5月3日   | 星期六17點20分 |
| 2008年5月10日－2009年11月28日 | 星期六18點40分 |
| 2009年12月5日－2015年8月22日  | 星期六18點25分 |
| 停播－變更放送時段            |                |
| 2015年12月1日－2016年8月9日   | 星期二20點55分 |

## 節目主持變更
| 播放日期                      | 節目主持            |
| ----------------------------- | ------------------- |
| 2007年1月13日－2011年10月8日  | 姜鎬童              |
| 2011年10月15日－2012年1月14日 | Boom、利特          |
| 2012年1月21日－2012年11月3日  | Boom、利特、 朴美善 |
| 2012年11月10日－2015年4月4日  | 姜鎬童              |
| 2015年4月11日－2016年8月9日   | 姜鎬童、利特        |